# گرینلند ایرپورتس
گرینلند ایرپورتس (گرینلندی: Mittarfeqarfiit) شرکت هوانوردی گرینلندی است، که در سال ۱۹۸۸ تأسیس شد.